# Landpartie (Anthologie)
Die Landpartie ist die literarische Werkschau des Hildesheimer Literaturinstituts. Die seit 2005 jährlich erscheinende Anthologie versammelt literarische Texte von Studierenden des Bachelor-Studiengangs Kreatives Schreiben und Kulturjournalismus und des Master-Studiengangs Literarisches Schreiben. Sie erscheint in einer Auflage von bis zu 500 Stück und wird traditionell im Rahmen der Leipziger Buchmesse auf mehreren Lesungen der Öffentlichkeit präsentiert. In den Jahren 2015/16 erschien sie im zu Klampen Verlag. 2017 erfolgte der Wechsel zum Verlag Edition Paechterhaus, in der sie auch zuvor schon erschienen war.

## Die Ausgaben

### 2005
- Herausgeber: Ariane Arndt, Florian Kessler, Thomas Klupp, Anne Köhler, Stefan Mesch, Hanno Raichle, Kai Splittgerber, Stefan Stuckmann, Katrin Zimmermann. Vorwort: Hanns-Josef Ortheil. ISBN 3-938404-01-9.

### 2006
- Herausgeber: Martin Bruch, Martin Kordic, Lin Franke, Stefan Mesch, Sina Ness, Julia Therre, Nora Wicke. Vorwort: Hanns-Josef Ortheil. ISBN 3-938404-09-4.

### 2007
- Herausgeber: Lutz Woellert, Lisa-Maria Seydlitz, Lena Toepler, Lino Wirag. Vorwort: Paul Brodowsky. ISBN 978-3-938404-13-3.

### 2008
- Herausgeber: Kathie Flau, Marius Hulpe. Nachwort: Stephan Porombka. ISBN 978-3-938404-16-4.

### 2009
- Herausgeber: Clara Ehrenwerth, Phillip Hartwig. Vorwort: Thomas Klupp. ISBN 978-3-941392-04-5.

### 2010
- Herausgeber: Artur Dziuk, Nikolas Hoppe, Mischa Mangel und Lara Sielmann. Vorwort: Georg M. Oswald. ISBN 978-3-941392-13-7.

### 2011
- Herausgeber: Viktor Gallandi, Alina Herbing, Tabea Hertzog, Stefan Vidović. Vorwort: Leif Randt. ISBN 978-3-941392-18-2.

### 2012
- Herausgeber: Anna Fastabend, Juan S. Guse, Franziska Schurr, Lew Weisz. ISBN 978-3-941392-27-4.

### 2013
- Herausgeber: Johanna Kliem, Andreas Thamm, Felix Tota, Juli Zucker. ISBN 978-3-941392-33-5.

### 2014
- Herausgeber: Patricia Hempel, Anna Riedel, Josefine Rieks, David Schön. Vorwort: Clemens J. Setz. ISBN 978-3-941392-27-4.

### 2015
- Herausgeber: Helene Bukowski, Leander Fischer, Fiona Sironic, Florian Stern. Vorwort: Jo Lendle. ISBN 978-3-86674-507-0.

### 2016
- Herausgeber: Ellinor Brandi, Achim Jäger, Judith Martin, Lisa Paetow. Vorwort: Maxim Biller. ISBN 978-3-86674-530-8.

### 2017
- Herausgeber: Hannah del Mestre, Louisa Chandra Esser, Moritz Heuwinkel, Anna Katrien Liedmeier, Alexander Rudolfi. Vorwort: Maren Kames. ISBN 978-3-9818670-0-8.

### 2018
- Herausgeber: David Fröhlich, Nora Haddada, Phillip Kampert und Marcel Schütte. ISBN 978-3-9818670-6-0.

### 2020
- Herausgeber: Franziska Böhm, Celina Lück, Marie-Luise Lück, Sophie Romy, Juliane Schlimme. ISBN 978-3-948886-01-1.

## Bekannte Autoren der Landpartie
- Yevgeniy Breyger, * 1989, kookbooks-Lyriker
- Paul Brodowsky, * 1980, Suhrkamp-Autor und Mitbegründer der Literaturzeitschrift Bella triste
- Jan Fischer, * 1983, deutsch-französischer Autor und Performance-Künstler
- Leander Fischer, 1992, Autor des Wallstein Verlags
- Carola Gruber, * 1983, Autorin des poetenladen-Verlags
- Juan S. Guse, * 1989, Autor beim S. Fischer Verlag
- Alina Herbing, *1984, Autorin des Arche Verlags
- Fabian Hischmann, * 1983, Autor des Berlin Verlags
- Marius Hulpe, * 1982, Autor des Ammann Verlags
- Sabrina Janesch, * 1985, Autorin des Aufbau Verlags
- Vea Kaiser, * 1988, Autorin bei Kiepenheuer & Witsch
- Florian Kessler, * 1981, Autor des Hanser Verlags
- Thomas Klupp, * 1977, Autor beim Berlin Verlag und Mitbegründer der Literaturzeitschrift Bella triste
- Anne Köhler, * 1978, Autorin beim DuMont-Buchverlag
- Kevin Kuhn, * 1981, Autor des Berlin Verlags
- Marcel Maas, * 1987, Autor der Frankfurter Verlagsanstalt
- Stefan Mesch * 1983, Journalist
- Alexandra Müller, * 1983, Performance-Künstlerin und Autorin
- Sebastian Polmans, * 1982, Suhrkamp-Autor
- Hanno Raichle, * 1978, Drehbuchautor und Autor
- Leif Randt, * 1983, Autor bei Berlin Verlag und Kiepenheuer & Witsch
- Ronja von Rönne, * 1992, Autorin beim Aufbau-Verlag und Journalistin
- Katharina Schultens, * 1980, Autorin
- Lisa-Maria Seydlitz, * 1985, Autorin beim DuMont-Buchverlag
- Martin Spieß, * 1981, Autor und Musiker
- Kai Splittgerber, * 1981, Autor und Verleger
- Philipp Winkler, 1986, Autor beim Aufbau-Verlag
- Lino Wirag, * 1983, Autor und Mitherausgeber der Literaturzeitschrift EXOT

## Presse
- Rezension der Landpartie: Kerstin Fritzsche: Mit dem Taxi in die Vergangenheit. Prosa-Anthologie junger Hildesheimer Autoren: „Landpartie 06“. In: Die Berliner Literaturkritik vom 28. September 2006.
- Rezension der Landpartie: Katharina Bendixen: Tippgemeinschaft 2007 und Landpartie 07. Einblicke in Prozess und Produktion. In: Poetenladen vom 21. Mai 2007.
- Erwähnung der Landpartie in: Daniel Beskos: Wo Schreiben wuchert. In: Die Zeit vom 22. Mai 2008.